# Wellesley Bailey
Wellesley Cosby Bailey (Abbeyleix, 28 april 1846 - 1937) was een Iers onderwijzer, evangelist en ontwikkelingswerker. Hij was oprichter van The Leprosy Mission (LEPRAzending) 

## Biografie

### Jonge jaren
Wellesley Cosby Bailey wordt geboren in Abbeyleix als zoon van Thomas Francis Bailey, een plaatselijke herenboer. Hij studeerde in Dublin. Op 17 maart 1866 verlooft hij zich met zijn jeugdliefde Alice Grahame. Voordat ze trouwen wil Bailey graag fortuin maken en maakt plannen om te vertrekken naar Australië. Als het door zware mist onmogelijk is weg te zeilen van Gravesend (bij Londen), bezoekt Bailey een plaatselijke kerkdienst. Na de dienst blijven de woorden van Jesaja door zijn hoofd spelen: “Blinden laat ik gaan over onbekende wegen, op paden die ze niet kennen voer ik hen. Duisternis verander ik in licht, ruig land maak ik vlak. Ja, deze dingen zal ik doen, niets daarvan zal ik nalaten.” (Jesaja 42:16). Deze Bijbeltekst zou zijn leven blijvend veranderen.
Bailey vertrekt naar Australië, op zoek naar goud, maar vindt het niet. In Nieuw-Zeeland probeert hij het als veedrijver en als dat ook niet lukt vertrekt hij naar Nieuw-Caledonië. Zijn vader is er niet blij mee dat al zijn ondernemingen lijken te mislukken en adviseert hem in brieven dienst te nemen in het Ierse regiment, maar Bailey volgt die raad niet op. Zijn broer Christopher dient in het leger in India en nodigt Bailey uit voor een vakantie in de hoop hem over te halen dienst te nemen bij de Indiase politie. Als Bailey in India arriveert is zijn broer echter net overgeplaatst en hij besluit Hindi te gaan leren en vindt tijdelijk onderdak bij de Duitse predikant Reuther. Hier komt hij voor het eerst in aanraking met de armoede in India.

### India
In 1868 keert Bailey terug naar Dublin. Hij sluit zich aan bij de “American Presbyterian Mission” en wordt als onderwijzer naar Ambala in Punjab (India) uitgezonden om een school te leiden. Hier ontmoet hij de Amerikaan dr. J.M. Morrison die hem vraagt een keer het lepra-dorp te bezoeken. Dit bezoek verandert zijn leven. Hij is diep getroffen door de ellende waarin de leprapatiënten verkeren en besluit zich de rest van zijn leven voor hen in te zetten. Als dr. Morrisson in 1869 wegens ziekte tijdelijk verstek laat gaan neemt Bailey zijn taken waar. Hij is dan 23 jaar en hij schrijft zijn verloofde over het werk in India en Alice besluit hem te komen helpen. In oktober 1871 trouwen zij in de kathedraal van Bombay.

### Oprichting LEPRAzending
Twee jaar later keren ze terug naar Dublin vanwege de zwakke gezondheid van Alice. Tijdens zijn verblijf in Dublin spreekt Bailey met zoveel hartstocht over de leprapatiënten tegen hun vrienden, de gezusters Isabella, Charlotte en Jane Pim uit Mountmellick, dat er een publieke bijeenkomst wordt georganiseerd. De ‘Mission  to Lepers’ (Leprazending) wordt geboren, als zij beloven om £ 30 per jaar in te zamelen om daarmee mensen met lepra in India te helpen. Het eerste jaar zamelen ze £ 600 pond in, het tweede jaar £ 1000. De Church of Scotland besluit hen te gaan sponsoren en zend het echtpaar naar Chamba, een leprakolonie aan de voet van de Himalaya. Ze bouwen er huisjes voor lepra-families, zodat deze niet meer gezamenlijk in grote zalen hoeven te leven. 
In 1878 zorgt de ‘Mission to Lepers’ al voor 100 leprapatiënten in Noord-India. De benodigde fondsen komen uit Ierland en Schotland. De slechte gezondheid van Alice dwingt het echtpaar Bailey in 1882 terug te keren naar Ierland. In 1886 brengt Bailey een bezoek aan de predikant Henry Uffman, die zelf een dochter heeft verloren, overleden aan de gevolgen van lepra. Samen met vrienden bouwt hij het eerste leprahospitaal in Purulia (1888). In 1890 gevolgd door een Leprosy Home en Children’s Home in Neyyoor. Het werk breidt zich uit naar Birma en China. Ook andere landen in het Verre Oosten, waaronder Japan, vragen om steun en rond 1910 begint het werk in Afrika. 

### Laatste jaren
Als Bailey in 1917 met pensioen gaat, bestaat het werk uit 87 programma’s in 12 landen. Na hun terugkeer naar Ierland blijven de Baileys zich energiek inzetten voor de leprapatiënten. Zij reizen naar de Verenigde Staten en Canada en weten ook daar veel mensen te winnen voor hun werk. Bailey overlijdt in 1937. 

## Werk
Bailey leefde en werkte in dezelfde tijd als Pater Damiaan en kan gezien worden als de protestantse tegenhanger van deze katholieke priester. Beiden betekenden veel voor de aandacht voor lepra in de westerse wereld: de aandacht die Damiaan niet kreeg tijdens zijn leven, werd gecompenseerd door de wereldwijde aandacht na zijn te vroege dood. Bailey werd tijdens lange leven een pleitbezorger door zijn niet aflatende ijver om het lot van leprapatiënten bekend te maken. Anno 2011 is zijn LEPRAzending uitgegroeid tot de grootste particuliere lepra-organisatie in de wereld met een netwerk in circa 50 landen (30 uitvoerende landen en 20 ondersteunende landen), dat jaarlijks vele honderdduizenden leprapatiënten en andere kansarmen helpt en re-integreert.

## Wellesley Bailey Award
Deze prijs wordt jaarlijks uitgereikt aan leprapatiënten die een bijzondere prestatie hebben verricht.